# Lengyeltóti
Lengyeltóti é uma cidade da Hungria, situada no condado de Somogy. Tem 39,57 km² de área e sua população em 2019 foi estimada em 3.003 habitantes.